# Гуан'юань
Гуан'юань (кит. спр. 广元市, піньїнь: Guǎngyuán Shì) — місто-округ в китайській провінції Сичуань. 

## Географія
Гуан'юань розташовується у північно-східній частині провінції.

### Клімат
Місто знаходиться у зоні, котра характеризується вологим субтропічним кліматом. Найтепліший місяць — липень із середньою температурою 25.5 °C (77.9 °F). Найхолодніший місяць — січень, із середньою температурою 4.6 °С (40.3 °F).
| Клімат Гуан'юаня        | Клімат Гуан'юаня | Клімат Гуан'юаня | Клімат Гуан'юаня | Клімат Гуан'юаня | Клімат Гуан'юаня | Клімат Гуан'юаня | Клімат Гуан'юаня | Клімат Гуан'юаня | Клімат Гуан'юаня | Клімат Гуан'юаня | Клімат Гуан'юаня | Клімат Гуан'юаня | Клімат Гуан'юаня |
| Показник                | Січ.             | Лют.             | Бер.             | Квіт.            | Трав.            | Черв.            | Лип.             | Серп.            | Вер.             | Жовт.            | Лист.            | Груд.            | Рік              |
| Середня температура, °C | 4,6              | 6,5              | 11,1             | 16,3             | 20,6             | 23,5             | 25,5             | 25,4             | 20,6             | 16,1             | 10,8             | 6                | 15,6             |
| Норма опадів, мм        | 4.8              | 7.7              | 24.6             | 56.1             | 90.7             | 121              | 232.6            | 178              | 154.4            | 58.1             | 21.6             | 4.5              | 954.1            |
| Днів з опадами          | 6,5              | 6,3              | 9,5              | 12,1             | 13,8             | 13,3             | 14,3             | 12,2             | 15,5             | 15               | 10,1             | 6,7              | 135,3            |
| Вологість повітря, %    | 74.7             | 72.6             | 71.5             | 72.4             | 73               | 74.3             | 79.1             | 77.5             | 82.2             | 82.6             | 80.5             | 77.8             | 76.5             |
| ----------------------- | ---------------- | ---------------- | ---------------- | ---------------- | ---------------- | ---------------- | ---------------- | ---------------- | ---------------- | ---------------- | ---------------- | ---------------- | ---------------- |
| Джерело: Weatherbase    |                  |                  |                  |                  |                  |                  |                  |                  |                  |                  |                  |                  |                  |